# Cuenca del río Lauca
La cuenca del río Lauca es el espacio natural comprendido por la cuenca hidrográfica del río Lauca. Esta cuenca natural pertenece al Sistema endorreico Titicaca-Desaguadero-Poopó-Salar de Coipasa que reúne las aguas superficiales de una buena parte del centro de América del Sur.
Políticamente la cuenca es compartida por Bolivia y Chile. En territorio chileno la cuenca ocupa 2350 km²: 1  y pertenece administrativamente al ítem 10 del inventario de cuencas de Chile llamado cuencas altiplánicas de Chile.

Cuenca del río Lauca.

## Límites
La del río Lauca es una subcuenca del oeste del Sistema endorreico Titicaca-Desaguadero-Poopó-Salar de Coipasa (TDPS). Como tal tiene solo al oeste contacto con cuencas externas, que son de norte a sur la cuenca del río Lluta, la cuenca del río San José, la cuenca de la quebrada de Vítor. Hacia el norte, este y sur limita con otras subcuencas del TDPS. Hacia el norte con la cuenca del río Caquena o Cosapilla, hacia el este con la del río Barras.

## Población y división administrativa
Existe una gran diferencia en la cantidad de habitantes a uno y otro lado de la frontera.
La parte chilena de la cuenca es parte de la Región de Tarapacá y se extiende parcialmente en la comuna de Putre perteneciente a la provincia de Parinacota. Un total de 29 asentamientos humanos, clasificados como aldeas o caseríos se ubican en la parte chilena, con una población de 181 habitantes en 1995. Entre las aldeas o caseríos destaca Choquelimpie y Chucuyo, con 75 y 21 habitantes.: 13 
En Bolivia, la cuenca está ubicada dentro de los límites político-administrativos del Departamento de Potosí y en ella viven 82.815 habitantes. Las localidades pobladas de mayor importancia en la cuenca, según el número de habitantes, son las siguientes:
| Provincia           | Sección municipal | Nombre del municipio     | Población municipal INE 2012 | Superficie km² |
| ------------------- | ----------------- | ------------------------ | ---------------------------- | -------------- |
| Mejillones          | SEGUNDA           | Todos Santos             | 727                          | 222.7          |
| Mejillones          | TERCERA           | Carangas                 | 840                          | 255.5          |
| Litoral             | QUINTA            | Esperalda                | 2702                         | 597.2          |
| Litoral             | CUARTA            | Yunguyo del Litoral      | 514                          | 175.4          |
| Litoral             | TERCERA           | Cruz de Machacamarca     | 1967                         | 520.4          |
| Litoral             | SEGUNDA           | Escara                   | 4223                         | 1158.0         |
| Litoral             | PRIMERA           | Huachacalla              | 1003                         | 20. 7          |
| Carangas            | PRIMERA           | Corque                   | 9221                         | 1647.0         |
| Carangas            | SEGUNDA           | Choquecota               | 1850                         | 826.9          |
| Mejillones          | PRIMERA           | La Rivera                | 509                          | 181.0          |
| Sajama              | SEGUNDA           | Turco                    | 5207                         | 4852.3         |
| Sajama              | PRIMERA           | Curahuara de Carangas    | 4183                         | 1579.7         |
| Sur Carangas        | SEGUNDA           | Belén de Andamarca       | 2016                         | 582.6          |
| Sur Carangas        | PRIMERA           | Santiago de Andamarca    | 5215                         | 2.7            |
| Sabaya              | TERCERA           | Chipaya                  | 2003                         | 293.7          |
| Sabaya              | PRIMERA           | Sabaya                   | 8018                         | 2986.9         |
| Nor Carangas        | PRIMERA           | Santiago de Huayllamarca | 5502                         | 175.9          |
| San Pedro de Totora | PRIMERA           | San Pedro de Totora      | 5531                         | 440.0          |
| Ladislao Cabrera    | PRIMERA           | Salinas de Garci Mendoza | 11705                        | 1.9            |
| Pacajes             | TERCERA           | Calacoto                 | 9879                         | 6.0            |
|                     |                   |                          | 82.815                       | 16.526.7       |

## Subdivisiones hidrológicas
La Dirección General de Aguas del Ministerio de Obras Públicas de Chile ha dividido las cuencas altiplánicas, que llevan el número 010, en varias subcuencas para mejor estudio y administración. Entre ellas solo una abarca la superficie chilena drenada por el río Lauca y lleva el número 0102 con un área total de 2350 km²: 1 
En Bolivia la clasificación del Ministerio de Medio Ambiente y Agua (Bolivia) para la cuenca tiene el código 10101 y cubre 25478 km², de los cuales se consideran solo 16810 km² que son los territorios que efectivamente son drenados por el río. En el área sur de la cuenca, existen terrenos que casi drenan directamente al lago Coipasa.: 24 
La longitud total del río alcanza los 255 km, de los cuales 75 fluyen al oeste y 150 al este de la frontera internacional.: 111 
| Cuenca | Sub- cuenca | Subsub- cuenca | Nombre                                             | Área km² | País    |
| ------ | ----------- | -------------- | -------------------------------------------------- | -------- | ------- |
| 010    | 0102        | 01020          | Río Lauca antes río Guallatire                     | 1262     | Chile   |
| 010    | 0102        | 01021          | Río Lauca entre antes río Guallatire y la frontera | 1094     | Chile   |
| 10101  |             |                | Río Sabaya                                         | 3092     | Bolivia |
| 10101  |             |                | Río Lauca                                          | 10130    | Bolivia |
| 10101  |             |                | Río Barras                                         | 3588     | Bolivia |

## Hidrología

### Red hidrográfica
La clasificación utilizada en un informe boliviano considera los ríos Sabaya y Barras como parte de la cuenca del río Lauca,: 24  aunque según el mapa del Instituto Geográfico Militar de Bolivia, convergen directamente en el lago Coipasa.
Se debe tener presente que el lago Chungará  es superficialmente una cuenca endorreica independiente, pero a todas luces alimenta subterraneamente  a las lagunas de Cotacotani. En las orillas de la Chungará se construyó la Estación Impulsión Ajata para bombear agua desde Chungara a Cotacotani y  funcionó unos meses y fue finalmente clausurada por dictamen de los tribunales en la década de los 80 del siglo XX.
Los cuerpos de agua considerados en esta categoría son:

### Caudales y régimen
Su cuenca tiene dos regímenes de caudales diferentes.: 1 
La subcuenca del río Desaguadero, desde su inicio en la laguna Cotacotani hasta su paso por la ciénaga de Parinacota, tiene un régimen nival, con las mayores crecidas entre octubre y diciembre, producto de los deshielos. El período de estiaje ocurre en el trimestre junio-agosto.
La subcuenca del Lauca, desde sus inicios en la ciénaga de Parinacota hasta la frontera internacional, incluyendo la hoya del río Guallatire tiene un claro régimen pluvial, producto de intensas lluvias altiplánicas de verano. En el caso del río Guallatire, producto de la regulación natural que representan los bofedales, presenta caudales muy uniformes a lo largo del año, mostrando pequeñas variaciones en sus caudales. 

### Glaciares
El inventario público de glaciares de Chile 2022 registra para la subsubcuencas 01020 y 01021, en que se ha dividido la parte chilena de la cuenca del río Lauca, 57 glaciares de entre 0,010 y 0,735 km² de área, dos de ellos llevan el nombre "Volcán Parinacota". Estos glaciares se distribuyen en la divisoria de aguas con la cuenca del río Camarones así como sobre el límite fronterizo internacional. (Ver mapa con distribución de glaciares.)

## Clima
|  |  |  |

De acuerdo con los datos recopilados por la Universidad Técnica de Dresde y según la clasificación climática de Köppen, la zona de Huachacalla, en la parte boliviana de la cuenca, tiene un clima estepario (código BSk), con precipitaciones anuales de 159 mm y una temperatura promedio anual de 8,7 °C. En cambio, la cuenca media y superior del río tiene un clima de tundra (código ET) con precipitaciones anuales entre 110 y 160 mm, con una temperatura anual promedio en torno a los 5 °C. Se aprecia la notable influencia del invierno altiplánico, con sus lluvias en el verano del hemisferio austral.
Los diagramas Walter Lieth muestran con un área azul los periodos en que las precipitaciones sobrepasan la cantidad de agua que el calor del sol evapora en el mismo lapso de tiempo, (un promedio de 10 °C mensuales evaporan 20 mm de agua caída) dejando un clima húmedo. Por el contrario, las zonas amarillas indican que durante ese tiempo el agua caída puede ser evaporada por el calor del sol.

## Actividades económicas
El caudal de agua trasvasado al río San José (ver más adelante) mueve las turbinas de la central hidroeléctrica Chapiquiña y producen 10,2 MW.: 21 

### Minería
En la parte chilena de la cuenca hay yacimientos explotados de azufre y minas de oro y plata, aunque no se tiene información en cuanto a los derechos de agua del sector minero.: 21 
En el lado boliviano hay poca actividad minera y es de carácter artesanal, por cooperativas locales. Esta creciendo a medida que mejora la infraestructura caminera.
acceso caminero.: 37 

### Agricultura
Desde esta cuenca el canal Lauca trasvasa 0.80 m³/s hacia el río San José para utilizarlas para el regadío del Valle de Azapa. La bocatoma se encuentra al lado izquierdo de la salida de la laguna Parinacota. El número total de usuarios en la cuenca del río Lauca de 870 personas.: 20 

### Descargas
El sector chileno de la cuenca del río Lauca no posee población urbana.: 20 
La contaminación del agua está dada por la presencia de metales pesados en el río Lauca (arsénico, según PDM 2002), en un nivel no apto para consumo humano.

## Áreas bajo protección oficial y conservación de la biodiversidad
Las áreas bajo protección oficial pertenecientes al Sistema Nacional de Áreas Silvestres Protegidas por el Estado en Chile (SNASPE) que se emplazan en la cuenca corresponden al parque nacional Lauca y reserva nacional Las Vicuñas, con una superficie total abarcada de 21.512 Ha, equivalentes al 98% de la superficie total de la cuenca chilena. En el sector chileno no existen áreas de conservación de la diversidad.: 16 
En Bolivia la cuenca incluye al parque nacional Sajama.

## Conflictos
En torno al uso de los recursos hídricos de la cuenca, se han sucitado tres desacuerdos, uno entre Bolivia y Chile y dos dentro de Chile. La construcción del canal Lauca provocó un conflicto entre ambos países. Dentro de Chile ha habido conflictos por la construcción de la estación Impulsión Ajata a orillas del lago Chungará para el bombeo de aguas hacia las lagunas de Cotacotani. Los tribunales chilenos ordenaron su cierre. Un tercer conflico se originó con el proyecto de captación de agua (300 l/s) desde pozos de la hoya de los ríos Lauca y Vizcachani para riego de la cuenca de Azapa. En 2005 se desistió de la realización de las obras.: 55 